# Platanitos (empresa)
Platanitos es una empresa peruana fundada en 1991, dedicada al comercio minorista de calzado, moda, accesorios y productos para el hogar. Cuenta con una plataforma de comercio electrónico en Perú y ha expandido su presencia a Chile. Además, realiza ventas de electrodomésticos y otros productos, con un modelo de negocio omnicanal.

## Historia
En 1949, Manuel Wong, un emigrante chino, fundó Activa, una fábrica de calzado en Lima. Su marca, Boby, se hizo conocida en el mercado local por la producción de zapatos escolares.
En 1980, su hija, Lourdes Wong, ingresó al sector minorista con la apertura de Cueva, una boutique especializada en calzado. Posteriormente, en 1991, inauguró Banana Boutique en Miraflores, enfocada en la comercialización de moda importada.
En 1996, la empresa se formalizó bajo el nombre Platanitos y se consolidó como una marca de moda accesible en Perú. En 1998, adoptó oficialmente este nombre y, en el 2000, implementó un sistema de reposición automática para optimizar la gestión de inventarios.
En 2010, Platanitos lanzó su plataforma de comercio electrónico, ampliando su alcance más allá de las tiendas físicas. En 2020, como respuesta a la pandemia de COVID-19, transformó su modelo de negocio y se convirtió en un marketplace, ýa que incorporó productos de terceros.  En 2022, lanzó Resikla, su plataforma para la compra y venta de artículos de segunda mano. Para 2025, la empresa opera 95 tiendas en Perú y cuatro en Chile.

## Impacto y contribuciones
Platanitos ha desarrollado estrategias de digitalización y experiencia del cliente en el comercio electrónico en Perú. Su modelo de negocio ha evolucionado en respuesta a las tendencias del mercado, con el objetivo de mejorar la oferta y la experiencia de compra.